# 샐리 길핀
샐리 길핀(Sally Gilpin, 1938년 9월 19일 ~ 2008년 9월 28일)은 영국의 발레 무용수이자 안무가였다.